# Дозорна башта
Дозорна башта (башта Святого Іллі, Киз-Куле (крим. Qöz qule — «око-вежа»), Дівоча башта) — пам'ятка архітектури національного значення України (охор. № 010071/1), що належить до комплексу пам'яток Генуезької фортеці в Судаку. Згідно з Переліком об'єктів нерухомої спадщини Судацької фортеці Національного заповідника «Софія Київська», башта має порядковий номер 1. Споруджена в XIV—XV століттях.
Єдиною вежею, історичне ім'я якої встановлено, є Дозорна — генуезці називали її вежею Святого Іллі. При них вона служила резиденцією коменданта всієї цитаделі (замку Святого Іллі). Також відомо, що в Дозорній башті тримали під вартою двох синів Менґлі Ґерая, які були заарештовані генуезцями в Кафі.
Дозорна башта знаходиться на самісінькій вершині Кріпосної гори, на висоті 160 метрів. На місці башти відкривається панорама, де можна побачити кожну гору на півночі і все узбережжя аж до мису Аю-Даг. Проте, піднятися до самої вежі досить небезпечно, — старі вікові сходи відполіровані часом.
Раніше Дозорна башта була з'єднана з Верхньою безіменною баштою прольотом стіни, нині практично втраченим. Призначенням цієї вежі було служити головним дозорним пунктом фортеці в Судаку, як з боку моря, так і з боку суходолу, що було зумовлено місцем її розташування. Таке розміщення Дозорної вежі допомагало посилити оборону фортеці, побачити не тільки близькі, а й далекі підступи до міста, і заздалегідь готуватися до облоги. Є ймовірність, що вночі вежа служила як маяк, подаючи сигнал кораблям.
Комплекс башти цікавий в архітектурному відношенні. Спочатку йде вузький коридор завдовжки 5 м, перекритий коробовим склепінням. У стіні видно сліди дверей і високий поріг. Знаходячись нині в стані руїн (збереглися лише три стіни першого ярусу — четверта обрушилася у море), колись триярусна, Дозорна вежа неправильної чотирикутної форми у плані раніше мала багаті фрескові прикраси, систему камінного обігріву і напівциркульні склепіння. Стеля першого поверху була склепінчаста. Нині збереглися сліди каміна, ніші, а в західному куті вежі поблизу двері — кам'яні сходи; вони вели в приміщення без вікон, що має в плані вид неправильного усіченого трикутника.
Наприкінці XIX ст. на одній зі стін приміщення чітко простежувалася фреска, що зображувала католицьку мадонну, серце якої пронизано сімома мечами (фреска другої половини XV ст., досить грубої роботи). Найбільш імовірно, що це була домашня капела, присвячена Святій Діві Марії.
Одну зі своїх назв — Дівоча — башта отримала через те, що має безліч легенд, героїнею яких є молода дівчина.